# Harald Eskilsson
Otto Harald Viktor Eskilsson, född  9 april 1909 i Säby församling, Jönköpings län, död 1980, var en svensk elektroingenjör.
Eskilsson, som var son till lantbrukaren, nämndeman Eskil Gustavsson och Hanna Johansson, utexaminerades från Chalmers tekniska instituts högre avdelning 1935. Han blev ingenjör vid Asea i Västerås 1936, vid Svenska elverksföreningen i Stockholm 1938, lärare vid Statens elektrotekniska fackskola i Västerås 1938, ingenjör vid Södra Sveriges ångpanneförening 1941, driftsingenjör vid Trafik AB Grängesberg-Oxelösunds (TGO) förvaltning i Grängesberg 1944 och chef för Kristianstads stads elektricitetsverk från 1948. Han gravsattes på Hovdestalunds kyrkogård i Västerås.